# 訃報 1990年8月
訃報 1990年8月（ふほう 1990ねん8がつ）では、1990年（平成2年）8月中に物故した、又は物故が報じられた人物についてまとめる。

## （1日 - 15日）

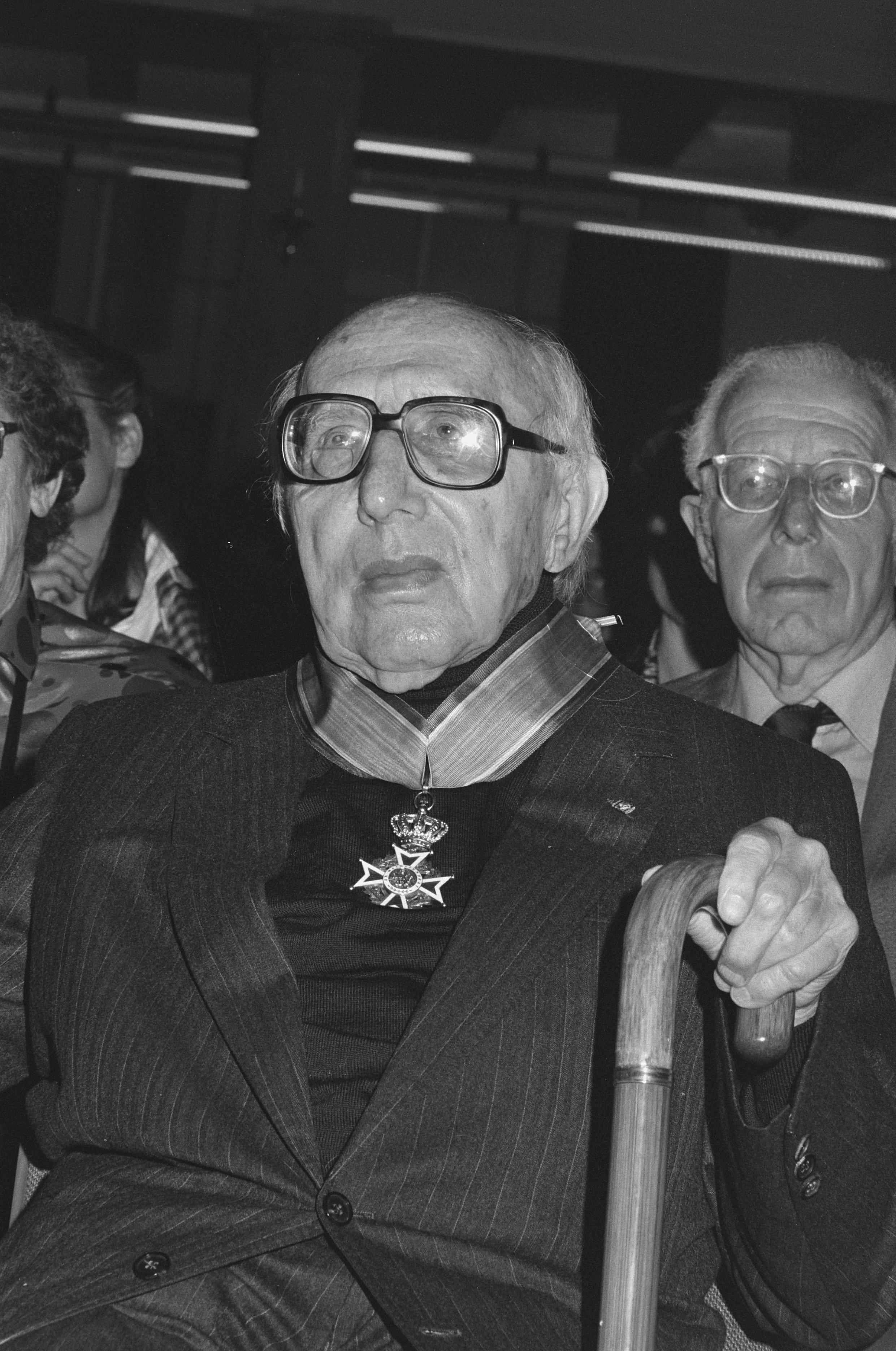
ノルベルト・エリアス / 8月1日没

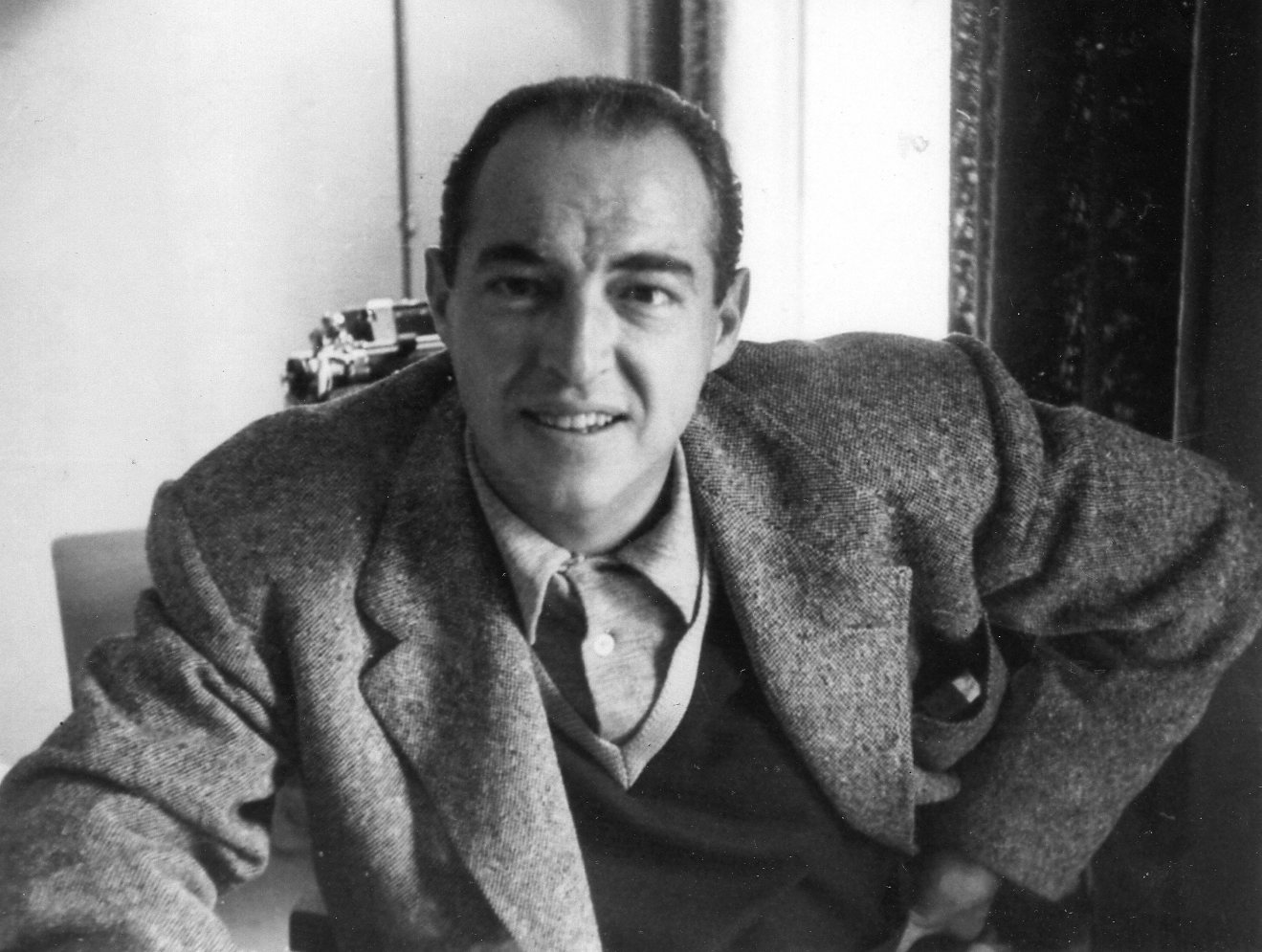
チャールズ・マーキス・ウォーレン / 8月11日没

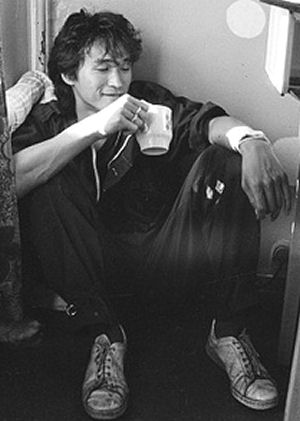
ヴィクトル・ツォイ / 8月15日没

- 8月1日 - ノルベルト・エリアス、社会学者・哲学者・詩人（* 1897年）
- 8月5日 - 本多丕道、警察官僚（* 1916年）
- 8月8日 - 坊秀男、政治家、第81代大蔵大臣、第43・44代厚生大臣（* 1904年）
- 8月10日 - 磯崎辰五郎、法学者（* 1898年）
- 8月11日 - チャールズ・マーキス・ウォーレン、映画監督、脚本家、小説家、映画プロデューサー（* 1912年）
- 8月15日 - ヴィクトル・ツォイ、俳優、歌手、ロックバンドキノーのボーカル（* 1962年）

## （16日 - 31日）

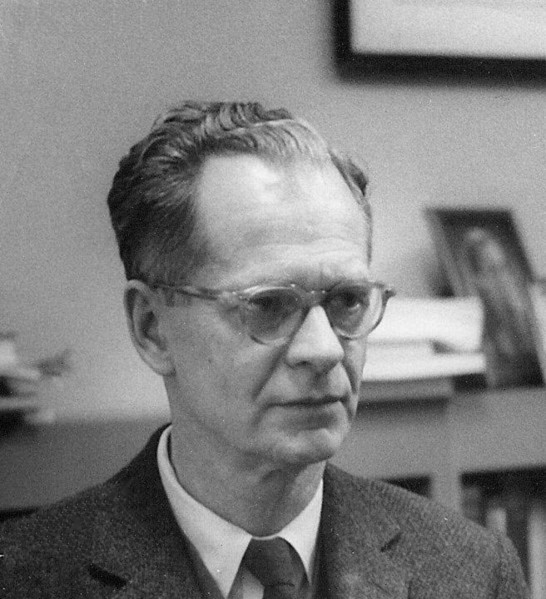
バラス・スキナー / 8月18日没

- 8月18日 - バラス・スキナー、心理学者（* 1904年）
- 8月20日 - モーリス・ジャンドロン、チェリスト・指揮者（* 1920年）
- 8月23日 - 金井豊、陸上競技選手（* 1959年）
- 8月23日 - 谷口伴之、陸上競技選手（* 1960年）
- 8月25日 - 滝田ゆう、漫画家（* 1932年）
- 8月26日 - 本田実、アマチュア天文家（* 1913年）
- 8月26日 - 小倉朗、作曲家（* 1916年）
- 8月30日 - 内山龍雄、理論物理学者（* 1916年）
- 8月31日 - セルゲイ・ボルコフ、フィギュアスケート選手（* 1949年）